# Огильви, Георг Бенедикт
Барон Георг Бенедикт Огильви (нем. Georg Benedikt Freiherr von Ogilvy, Baron Ogilvy de Muirtown; 19 марта 1651, Моравия — 8 октября 1710, Данциг) — военачальник шотландского происхождения, участник Северной войны.
Служил в трёх армиях: фельдмаршал-лейтенант имперской армии (1703), российский генерал-фельдмаршал-лейтенант (1704) и саксонский фельдмаршал (1706).

## Биография
Родился в Моравии в 1651 году. Выходец из старинного дворянского шотландского рода. Отец его, Георг Якоб Огильви, был генералом Священной Римской империи и в момент рождения сына служил комендантом замка Шпильберк в Брно (Чехия).

## На имперской службе
Поступил на службу в имперскую армию в 1664 году. Служил в пикинёрском полку, прошёл последовательно чины фельдфебеля, вахмистра, лейтенанта. С 1677 года — оберст-вахмейстер в полку принца Людвига Баденского. В 1683 году произведён в полковники. Участник войны против Османской империи, в 1689 году был комендантом отбитого у турок Белграда. С 1691 года командовал полком имперских войск. В 1691 году ему был пожалован титул камергера, а в 1692 году получил почётную должность императорского казначея. В 1695 году получил чин генерал-фельдвахтмейстера (генерал-майора). С 1696 года был комендантом замка Токай.
В 1702 году принимал участие в походе на Рейн в ходе Войны за испанское наследство, отличился при осаде Ландау, 13 сентября 1703 года получил чин имперского фельдмаршала-лейтенанта. Служил в войсках Отто фон Трауна.

## На российской службе
В 1702 году получил от российского представителя Иоганна Паткуля предложение о переходе на русскую службу и в конце года подписал соответствующий договор. Согласно его условиям Огильви должен был получать жалование в 7000 рублей ежегодно, принимался на русскую службу на три года тем же чином и должен был подчиняться только первому российскому генерал-фельдмаршалу. Однако затем Огильви стал медлить с выполнением условий договора, ссылаясь на большое число самых разных обстоятельств (несоответствие подписанных им документов с полученными из России, ненадлежащее согласие императора Священной Римской империи на отъезд из Вены, не устраивающая его форма приглашения из России, неурегулированность ряда денежных вопросов). Пётр I настоятельно требовал выполнения договора через своих представителей посланника в Вене П. А. Голицына и канцлера Ф. А. Головина. К урегулированию разногласий русским дипломатам пришлось привлечь даже самого императора Священной Римской империи Леопольда I. В итоге 14 ноября 1703 года был подписан новый договор о найме Огильви и он стал собираться в дорогу в Россию.
Прибыл в Москву в мае 1704 года, 20 июня того же года появился у стен Нарвы и уже 27 июня был назначен царём главнокомандующим над армией, которая в то время осаждала крепость. Вскоре Пётр уехал к русским войскам под Дерпт, и до его возвращения Огильви не мог предпринять решительных действий, ограничившись лишь разработкой диспозиции к штурме крепости. После возвращения Петра I началась подготовка к решительному штурму и массированная бомбардировка крепости. В итоге 9 августа 1704 года крепость Нарва была взята штурмом. Затем по приказу царя Огильви приступил к блокированию Ивангорода, гарнизон которого не стал ожидать штурма и капитулировал с правом свободного выхода только с личным оружием, без знамён, артиллерии и всех припасов 16 (27) августа 1704 года. Пётр I остался доволен его действиями; в сохранившихся письмах русских генералов и приближённых императора того времени также содержатся высокие оценки Огильви.

### Проект преобразования русской армии

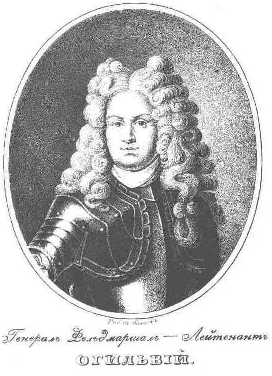
Барон Огильви

В ноябре 1704 года Г. Б. Огильви представил Петру I доклад, по которому имеющегося русского регулярного войска (2 гвардейских, 28 пехотных и 16 драгунских полков) было вполне достаточно, чтобы защитить вновь приобретённые завоевания. К докладу он разработал и проект «Генерального расписания всем регулярным конным и пехотных Его царского величества полкам…». Следовало только увеличить численный состав частей: каждый пехотный полк должен был приобрести 2-батальонную организацию (9 рот по 150 человек: 8 фузилёрных и 1 гренадерскую), драгунский полк — 6-эскадронную (или 12-ротную) организацию (по 100 человек в роте). В итоге русская армия должна насчитывать 45 700 штыков и 19 200 сабель.
На первое место Огильви ставил обучение войск, для чего было необходимо выписать из Европы искуснейших офицеров; большинство же неспособных, невзирая на нацию, отставить от службы.
Кроме того, Огильви предложил более совершенный характер соединения воинских частей, которые до того носили случайный характер: 4 полка должны были составлять бригаду в подчинении генерал-майора, две бригады составляли дивизию под началом генерал-лейтенанта (генерал-поручика). Особое внимание обращалось на унификацию стрелкового вооружения, а также на необходимость формирования штатного обоза взамен огромных и беспорядочных скопищ разных телег и повозок при каждой воинской части. Одним из предложение Огильви было учреждение «полковой артиллерии», в непосредственном подчинении командиров пехотных и драгунских полков.
Царь Пётр I сочувственно отнёсся к проектам Огильви, однако далее не всё из его предложений было воплощено в жизнь.

### Гродненская операция

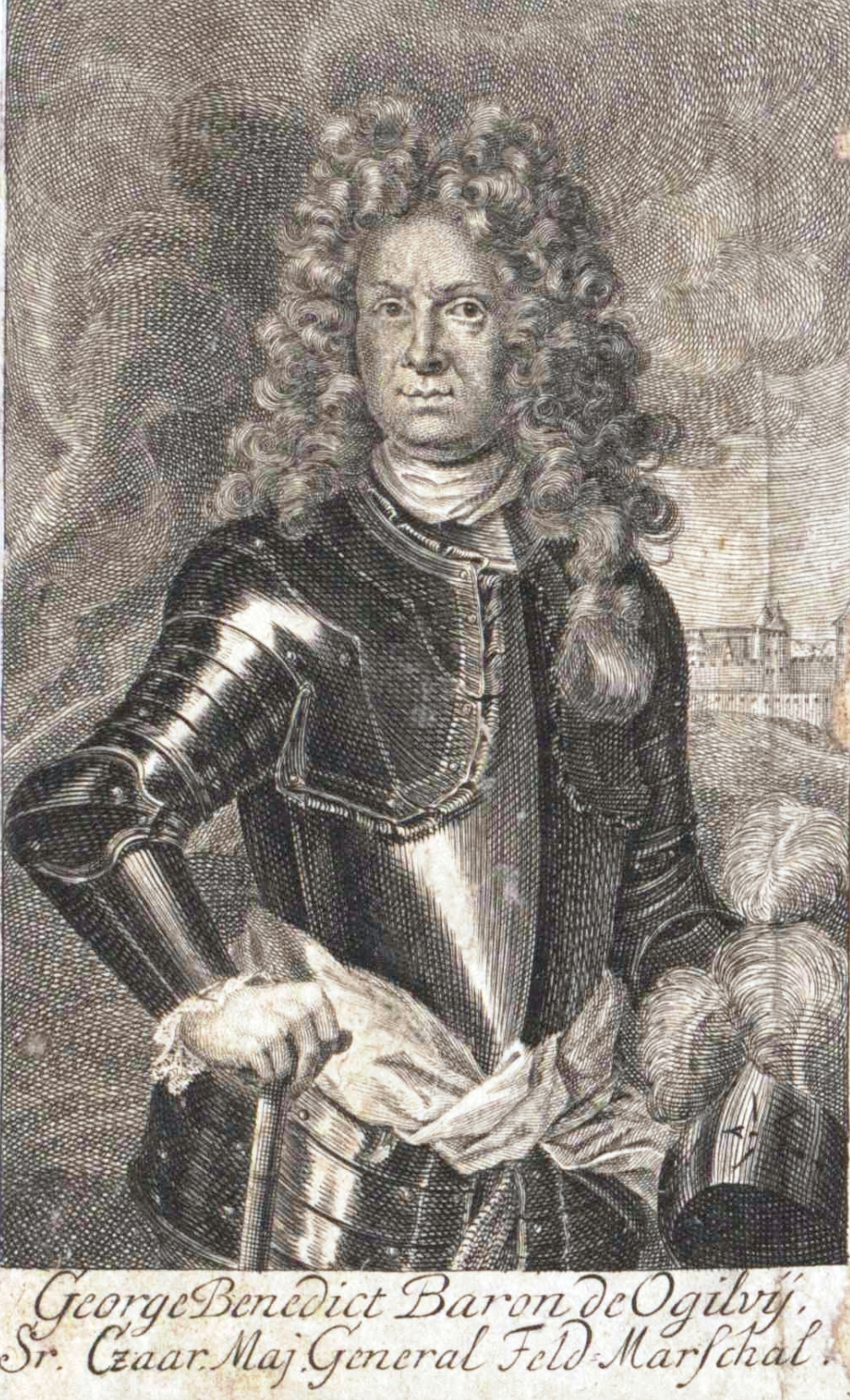
Барон Огильви

Весной 1705 года Огильви командовал одной из трёх группировок российских войск в Литве.
Во второй половине 1705 года Огильви назначен главнокомандующим русской армией в Речи Посполитой. Главные силы армии располагались в Гродно. Поскольку Пётр I основную часть времени проводил вне армии, Огильви должен был действовать самостоятельно. Он сразу же вступил в конфликт с рядом приближённых к царю генералов, в первую очередь с А. Д. Меншиковым, который командовал кавалерией действующей армии и зачастую игнорировал или оспаривал приказания главнокомандующего. В переписке с царём Меншиков убедил его в собственной правоте. Не менее острым был и конфликт Огильви с генерал-фельдмаршалом Б. П. Шереметевым, командовавшим войсками «Большого полка» (три драгунские бригады и две пехотные бригады). В данном случае царь поддержал Огильви, оставив за Шереметевым лишь командование кавалерией, что зело опечалило последнего.
С приближением к Гродно шведской армии Карла XII Огильви долго медлил с выполнением приказаний Петра I об отводе армии, ссылаясь на необходимость дождаться подхода саксонских войск и продолжения совместных действий, а также будучи уверен в мощи гродненских укреплений. В итоге весной 1706 года Огильви вынужден был оставить Гродно, при этом умелым манёвром сорвал план Карла XII по окружению русской армии. Однако вскоре после оставления Гродно в армию прибыл А. Д. Меншиков, который продолжил вмешиваться в прерогативы главнокомандующего. В итоге репутация Огильви в глазах царя оказалась подорвана.
25 июля 1706 года Пётр I назначил главнокомандующим русской армии генерал-фельдмаршала Б. П. Шереметева, а Огильви передал под командование отдельный корпус в составе 13 полков. Но Огильви категорически отказался служить под командованием Шереметева и в сентябре 1706 года подал в отставку с русской службы. Отставка была немедленно удовлетворена и 27 сентября Огильви покинул армию, «на абшид» (т. е. сумма сверх ранее оговоренной оплаты при увольнении) ему было выдано 16 000 ефимков — огромная по тем временам сумма.

### Оценка деятельности Огильви в России
П. П. Шафиров так характеризовал Огильви в письме к А. Д. Меншикову: «Невзирая на все худые поступки, надобно отпустить его (Огильви) с милостию, с ласкою, даже с каким-нибудь подарком, чтобы он не хулил государя и ваше сиятельство, а к подаркам он зело лаком и душу свою готов за них продать».
В отечественной литературе преобладает оценка Огильви как слабого военачальника и иноземца, прибывшего в Россию исключительно ради денег. Не скрывал этого и сам Огильви, на званом обеде по поводу отъезда из Вены в Россию сказавший, что едет туда лишь ради своего кошелька и на время. В этом плане он вполне преуспел, своими непрерывными требованиями и жалобами царю добившись получения из русской казны намного больше положенного ему по договору огромного жалования: уже к сентябрю 1704 года Россия заплатила ему не менее 50 000 рублей вместо обещанных ежегодных 7 000!
В то же время многие современники отдают должное усилиям Огильви в укреплении дисциплины в русской армии. Им было составлено первое штатное расписание русской армии, действовавшее до 1731 года, введена правильная организация войск и система учёта численности, предприняты попытки унификации вооружения.

## На саксонской службе
Покинув Россию, Огильви поступил на службу к саксонскому курфюрсту Августу II, который сразу произвёл его в фельдмаршалы и назначил членом Тайного Совета и президентом Военного Совета. Огильви получил также ряд других почётных должностей и званий.
Столь благожелательное отношение Августа II к Огильви некоторые современники и историки объясняют тем, что в России Огильви состоял с Августом в секретной переписке и стремился действовать в его интересах (в частности, задерживал русскую армию в Гродно). В 1708 году пожалован богатыми поместьями в Богемии.
В 1710 году во главе саксонской армии осадил Данциг, обороняемый шведским гарнизоном. Умер в лагере во время осады. Похоронен в Варшаве.